# Postremo mense

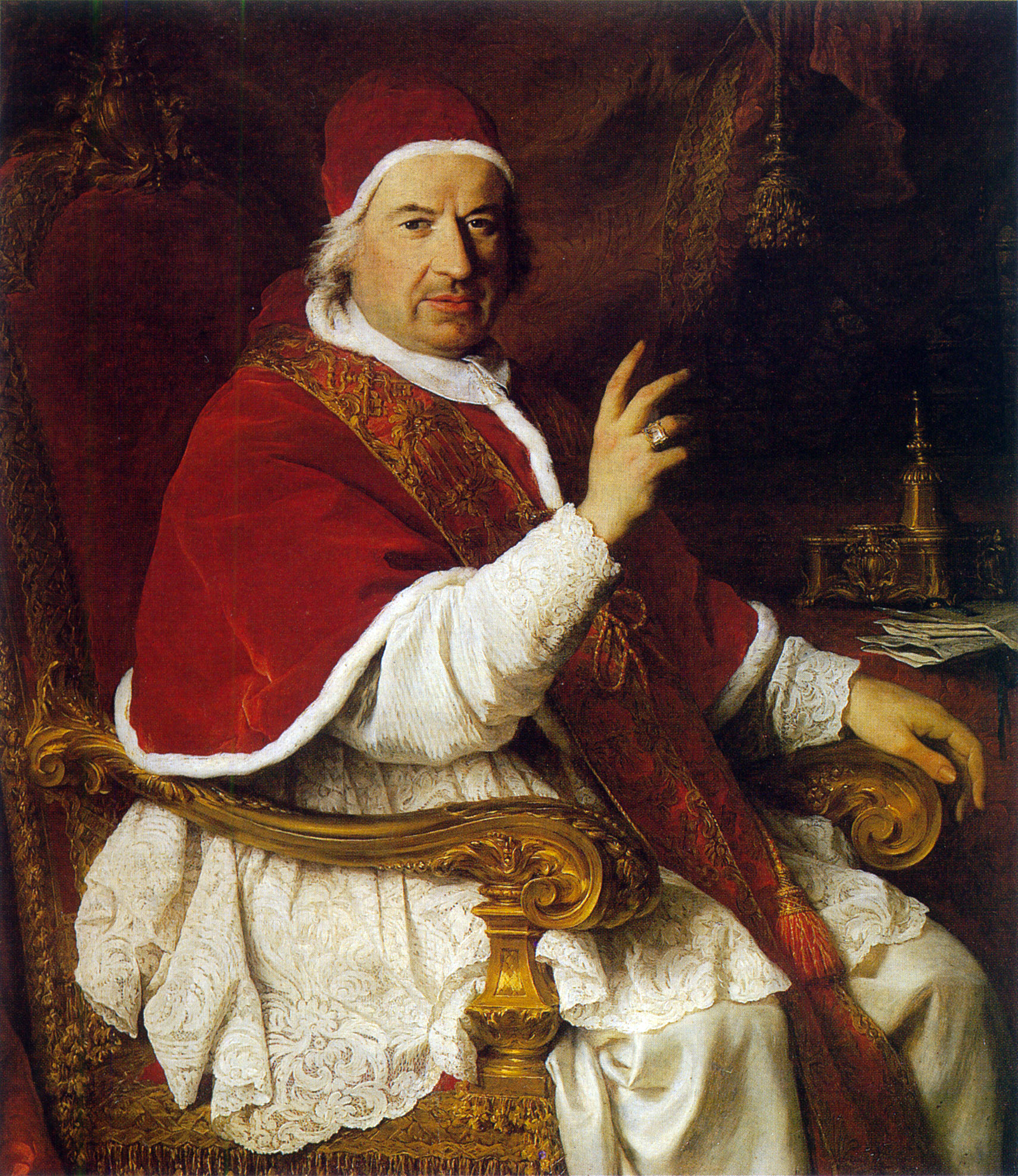
Papa Benedicto XIV

El papa Benedicto XIV promulgó la bula papal Postremo mense el 28 de febrero de 1747. Como todas las bulas papales, toma su nombre de las palabras iniciales de su texto en latín, Postremo mense superioris anni, que significa "En el último mes del año anterior". La bula reafirmaba y desarrollaba ciertos aspectos de la enseñanza de la Iglesia católica sobre el bautismo de niños judíos sin el consentimiento de los padres y el alejamiento por la fuerza de los niños judíos bautizados de sus familias.

## Contenido y antecedentes
Benedicto XIV estableció varias directrices:
- generalmente no es lícito bautizar al hijo de una familia judía sin el consentimiento de los padres
- es lícito bautizar a un niño judío en peligro de muerte sin el consentimiento de los padres
- las autoridades eclesiásticas tienen el deber de retirar a un niño bautizado de la custodia de sus padres si estos no se han bautizado y de proporcionar al niño una educación cristiana, independientemente de que el bautismo de ese niño sea lícito o no.

Las autoridades eclesiásticas castigaban severamente a quienes realizaban bautismos ilícitos, pero el hecho de que un bautismo fuera ilícito no tenía ningún efecto sobre las consecuencias del bautismo para la política de la Iglesia. Antes de esta bula papal, los teólogos católicos —entre ellos Tomás de Aquino, Duns Escoto, Guillermo Durando y Francisco Suárez— también habían discutido estas cuestiones.
Postremo mense estaba dirigido a Ferdinando Maria de' Rossi, el vicerrector de la diócesis de Roma. En 1747, un católico llamado Antonio Viviani había entrado en el gueto de Roma, al que estaban confinados los judíos de Roma, y bautizó a las tres hijas, la mayor de las cuales tenía nueve años, de Perla Misani. Al quedarse sin agua bendita, repitió las palabras del bautismo sobre su hermano de doce años mientras su madre estaba ausente. De' Rossi señaló cinco casos similares ocurridos recientemente y pidió consejo a Benedicto, quien observó que "cada vez que esto ocurre, se habla de ello como si fuera la primera vez que sucede". Benedicto ordenó que los niños bautizados fueran retirados de la custodia de sus padres judíos a menos que estos estuvieran dispuestos a abrazar el catolicismo. Si los niños volvían al judaísmo, serían castigados como  apóstatas. Benedicto rechazó la posición de compromiso de que se permitiera a los niños bautizados permanecer con sus padres bajo condiciones definidas con precisión. También determinó que los niños judíos de siete años o más que solicitaran el bautismo podían ser bautizados lícitamente y retirados de la custodia de sus padres.

## Evaluación e impacto
Según Kenneth Stow, "de las propias palabras del papa se desprende que se veía a sí mismo construyendo sobre tradiciones de siglos de antigüedad". fr sostiene que Benedicto dio 
un enseignement traditionnel, définitif et à peu près complet. Les principes sont, à la lettre, ceux qu’a posés saint Thomas [Aquinas]. Les conclusions sont empruntées aux décisions des papes et des conciles à l’enseignement commun des théologiens... Quelques cas nouveaux sont résolus; mais les réponses données s’harmonisent avec les solutions qu’avaient reçues les problèmes précédemment étudiés
(una enseñanza tradicional, definitiva y casi completa. Los principios son, al pie de la letra, los mismos que estableció Santo Tomás de Aquino. Las conclusiones están tomadas de las decisiones de los papas y de los concilios y siguen la enseñanza común de los teólogos... se resuelven algunos casos nuevos; pero las respuestas dadas armonizan con las soluciones dadas a los problemas anteriormente estudiados.)
Ruch señala que la enseñanza de Benedicto fue refrendada posteriormente por el Doctor de la Iglesia San Alfonso de Ligorio, otros teólogos y la Congregación para la Evangelización de los Pueblos. De hecho, Liguori, considerando una posibilidad similar, escribe: "En segundo lugar, es cierto que si los padres abandonan la fe para unirse a los infieles, sus hijos pueden ser bautizados, aunque los padres se opongan. Así como la Iglesia tiene el poder de coaccionar a los padres para que observen la fe, también puede quitarles a sus hijos".
Édouard Hugon escribe, siguiendo a Benedicto, que los niños bautizados se convierten en una "cosa de la Iglesia, se unen al cuerpo de la Iglesia, y la Iglesia obtiene el derecho sobre ellos; y, para poder proveer a su seguridad espiritual, puede separarlos de sus padres. " El cardenal Louis Billot considera el asunto de igual manera.
El 15 de diciembre de 1751 Benedicto emitió la Probe te meminisse, en la que se discutían cuestiones relacionadas y se establecían castigos para los judíos conversos que abandonaran el catolicismo después de ser bautizados.
La práctica de separar a los niños bautizados de sus padres judíos continuó hasta la caída de los Estados Pontificios en 1870. Otros estados católicos, como Austria, tenían disposiciones legales similares. En 1858, el papa Pío IX citó el Postremo mense al defender a las autoridades eclesiásticas que retiraron a Edgardo Mortara de la custodia de sus padres judíos, alegando que el niño había sido bautizado por un sirviente cristiano y que por ley sólo podía ser criado en un hogar católico. Pío sostuvo que se trataba de un deber divino impuesto por la naturaleza del bautismo y que "no podemos" (non possumus) hacer otra cosa.